# Absolute configuratie
Met een absolute configuratie wordt in de stereochemie de ruimtelijke rangschikking van een chirale moleculaire entiteit en de stereochemische beschrijving hiervan (bijvoorbeeld R of S) bedoeld. Absolute configuraties spelen onder andere een rol bij het karakteriseren van kristal.
Absolute configuraties voor chirale moleculen worden meestal verkregen door middel van röntgendiffractie, maar dit kan alleen wanneer de samenstelling kristalliseert in een van de 65 zogeheten Sohncke-groepen. Alternatieve technieken hiervoor zijn verspreiding door middel van optische draaiing, vibrationeel circulair dichroïsme en het gebruik van chirale derivatiserende agentia in Proton-NMR. In fase 2 wordt de beschrijving R of S toegekend volgens de Cahn-Ingold-Prelog-prioriteitsregels.
Tot het midden van de jaren 50 van de 20e eeuw was wel duidelijk dat chirale moleculen in twee configuraties konden voorkomen. Vaak waren de twee configuraties ook wel bekend, maar het was onmogelijk de relatie te leggen tussen de moleculaire structuur en de macroscopische vorm ervan. Wel waren groepen stoffen bekend die op grond van reacties dezelfde configuratie moesten hebben, maar ook daarbij bleef de vraag welke groep bij welke moleculaire structuur hoorde. In 1951 gebruikte de Nederlandse scheikundige Johannes Martin Bijvoet voor het eerst röntgendiffractie om de absolute configuratie van een samenstelling van tartraat te bepalen.